# ایگل ماونتین (یوتا)
ایگل ماونتین (به انگلیسی: Eagle Mountain) شهری در ایالت یوتا کشور ایالات متحده آمریکا است که جمعیت آن در سرشماری سال ۲۰۱۰ میلادی، ۲۱٬۴۱۵ نفر بوده‌است.